# نيكون دي 600
نيكون دي 600 (بالإنجليزية: Nikon D600)‏ كاميرا احترافية من إنتاج شركة نيكون 24.3 ميجا بيكسل وقد طرحت في السوق في سبتمبر 2012 
تعطي كاميرة نيكون من طراز D600 جودة صور أفضل من أي من الطرازات الأخرى من كاميرات نيكون الاحترافية مثل طراز D4 الذي تبلغ تكلفته 6000$، كما أن كاميرة D600 هي الأصغر والأخف وزناً من بين كاميرات نيكون الرقمية ذات الإطار الكامل. ويعتبر هذا الطراز هو الأفضل من حيث الاستخدام والراحة من بين جميع كاميرات DSLR من نيكون.
كما هو الحال مع جميع كاميرات نيكون DSLR، فإن كاميرة D600 تقوم بشكل آلي بتصحيح هوامش الألوان الجانبية في أي عدسة، ولجميع عدسات نيكون تقريباً التي أنتجت خلال السنوات العشرين الماضية (أي من عدسات AF-D، AF-I، AF-S أو G) كما يمكن أن توقم بشكل آلي بتصحيح التشويه في العدسة وسقوط زاوية الضوء. في حين أن هذه الكاميرة لا تقوم بتصحيح التشوه مع عدسات نيكون ذات التركيز الديوي من إطار AI وAI-s، إلا أنها تقدم قياس مصفوفة الألوان الكاملة وبيانات Expeed 3 والكشف اليدوي.
كاميرة نيكون D600 هادئة جداً ونقية، وهي أهدئ قليلاً من طراز D800 وأهدئ بكثير من طراز D4. تمتلك جميع هذه الطرازات وضعية «الهدوء» ولكن ولا واحد منها يعمل بشكل جيد. 
بإستثناء الفرق البسيط في الحجم والوزن، فإن كلا الطرازين يبدوان ويعملان بالطريقة نفسها.
مزامنة الفلاش أبطئ بشكل طفيف في الطراز D600k، ولكنها أقل للإيقاف بمقدار الثلث من أي طارز آخر من طرازات DSLR وبنفس مقدار كاميرة «كانون 4D Mark III» وبالتالي فإني لا أشتكي من شيء. إن وفرت لي تزامن 500/1 وسوف أرغب به، ولكن 250/1 هو نفس 200/1 بالحجم الفعلي.
الأمر الأكثر إزعاجاً هو أن حجم المنطقة المشهود من البحر من حساسات AF يبدو أضغر في كاميرة D600. تستخدم نيكون نفس كاشف AF في جميع هذه الكاميرات، ولكن لا تزيد من حجمها للتنسيق الأكبر في الـ FX D600، ولذلك فإن جميع مناطق AF محصورة في مركز الـ D600. شخصياً، يبدو بأني دائماً في حاجة للتركزي على شيءٍ ما خارج المنطقة التي تغطيها حساسات AF مع كاميرتي الحالية، ولذلك فإن الطراز D600 سوف يزعجني أكثر. وماذا في ذلك؟ فإنا أستخدم الحساس المركزي أغلب الوقت على أي حال.